# Ina Kümmel
Ina Kümmel (ur. 30 sierpnia 1967 w Stollbergu) – niemiecka biegaczka narciarska, zawodniczka klubu Oberwiesenthaler SV.

## Kariera
W Pucharze Świata zadebiutowała 2 marca 1990 roku w Lahti, zajmując 34. miejsce w biegu na 5 km stylem dowolnym. Pierwsze pucharowe punkty zdobyła piec dni później w Sollefteå, gdzie zajęła dziesiąte miejsce w biegu na 30 km stylem dowolnym. Nigdy nie stanęła na podium zawodów tego cyklu, wynik z Sollefteå był jednocześnie jej najlepszym rezultatem. Najlepsze wyniki osiągnęła w sezonie 1990/1991, kiedy zajęła 24. miejsce w klasyfikacji generalnej.
W 1991 roku wystąpiła na mistrzostwach świata w Val di Fiemme, gdzie zajęła piąte miejsce w sztafecie, dziewiąte na dystansie 30 km stylem dowolnym oraz trzynaste w biegu na 10 km stylem dowolnym. Na rozgrywanych cztery lata później mistrzostwach świata w Thunder Bay była między innymi piąta w sztafecie oraz osiemnasta w biegu na 30 km stylem dowolnym. Brała też udział w igrzyskach olimpijskich w Albertville w 1992 roku, gdzie zajęła odpowiednio ósme i 46. miejsce.

## Osiągnięcia

### Igrzyska olimpijskie
| Miejsce | Dzień     | Rok  | Miejscowość | Konkurencja           | Czas biegu | Strata   | Zwyciężczyni      |
| ------- | --------- | ---- | ----------- | --------------------- | ---------- | -------- | ----------------- |
| 8.      | 17 lutego | 1992 | Albertville | Sztafeta 4 × 5 km     | 59:34,8    | +2:47,8  | WNP               |
| 46.     | 21 lutego | 1992 | Albertville | 30 km stylem dowolnym | 1:22:30,1  | +14:18,1 | Stefania Belmondo |

### Mistrzostwa świata
| Miejsce | Dzień     | Rok  | Miejscowość   | Konkurencja             | Czas biegu | Strata  | Zwyciężczyni    |
| ------- | --------- | ---- | ------------- | ----------------------- | ---------- | ------- | --------------- |
| 13.     | 10 lutego | 1991 | Val di Fiemme | 10 km stylem dowolnym   | 28:25,9    | ?       | Jelena Välbe    |
| 5.      | 14 lutego | 1991 | Val di Fiemme | Sztafeta 4 × 5 km       | 55:36,6    | +2:10,9 | ZSRR            |
| 9.      | 16 lutego | 1991 | Val di Fiemme | 30 km stylem dowolnym   | 28:25,9    | ?       | Lubow Jegorowa  |
| 24.     | 12 marca  | 1995 | Thunder Bay   | 5 km stylem klasycznym  | 15:23,7    | +4:07,1 | Łarisa Łazutina |
| 45.     | 10 marca  | 1995 | Thunder Bay   | 15 km stylem klasycznym | 41:27,5    | +2:04,6 | Łarisa Łazutina |
| 22.     | 14 marca  | 1995 | Thunder Bay   | 5+10 km pościgowy       | 43:19,6    | +3:14,7 | Łarisa Łazutina |
| 5.      | 16 marca  | 1995 | Thunder Bay   | Sztafeta 4 × 5 km       | 53:47,6    | +3:30,5 | Rosja           |
| 18.     | 18 marca  | 1995 | Thunder Bay   | 30 km stylem dowolnym   | 1:16:27,3  | +5:51,8 | Jelena Välbe    |

### Puchar Świata

#### Miejsca w klasyfikacji generalnej
- sezon 1989/1990: 31.
- sezon 1990/1991: 24.
- sezon 1992/1993: 62.
- sezon 1994/1995: 33.

#### Miejsca na podium
Kümmel nigdy nie stanęła na podium zawodów PŚ.